# Jessica Walsh

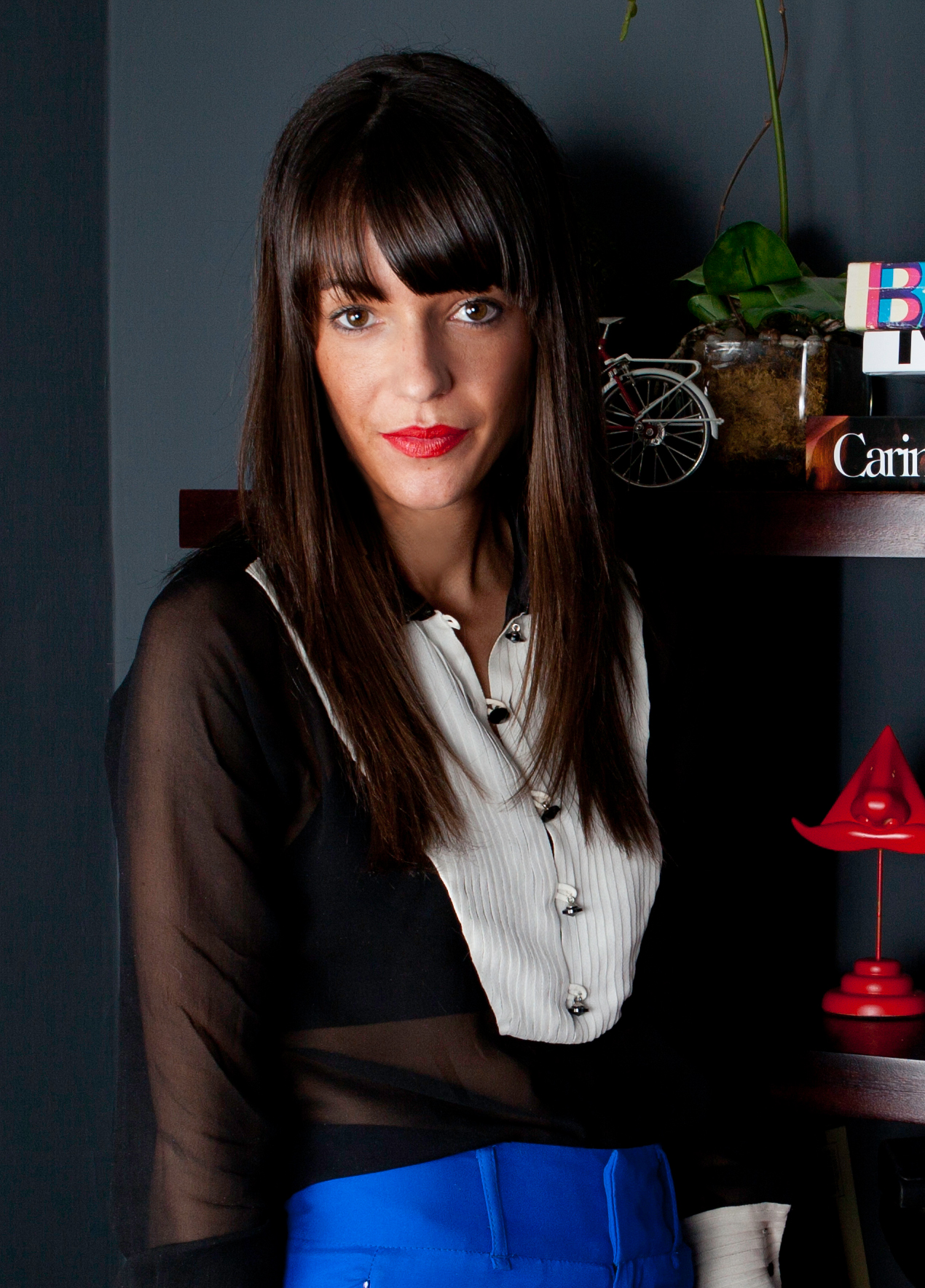
Jessica Walsh (2013)

Jessica Walsh (* 30. Oktober 1986 in New York) ist eine US-amerikanische Designerin, Art-Direktorin, Illustratorin und Pädagogin. Sie war Partnerin des Designstudios Sagmeister & Walsh (2010–2019) und Gründerin der Kreativagentur &Walsh (seit 2019). Sie lebt und arbeitet in New York City.

## Leben
Nachdem sie 2008 ihren Bachelor of Fine Arts an der Rhode Island School of Design (RISD) erworben hatte, zog Walsh nach New York City, um ein Praktikum bei der renommierten Designfirma Pentagram zu absolvieren. Sie lehnte einen Job bei Apple ab, um das Praktikum bei Paula Scher bei Pentagram anzunehmen. Anschließend arbeitete sie als stellvertretende Art-Direktorin bei der Zeitschrift Print und veröffentlichte ihre Entwürfe und Illustrationen in verschiedenen Büchern, Zeitschriften und Zeitungen, darunter die New York Times und das New York Times Magazine. 
Im Rückblick auf ihre Zeit bei der Zeitschrift Print bezeichnet sie diese als eines der besten Ereignisse in ihrer Karriere, da sie dort ihren persönlichen Stil gefunden und entwickelt hat.
Walsh lehrt Design und Typografie an der School of Visual Arts in New York.

### Sagmeister & Walsh
Im Jahr 2010 lernte Walsh den österreichischen Designer Stefan Sagmeister kennen. Er sah sich ihr Portfolio an und bot ihr einen Job in seinem Designstudio Sagmeister Inc. an. Im Juni 2012, nach zwei Jahren in der Agentur, wurde Walsh im Alter von 25 Jahren zur Partnerin ernannt. Daraus resultierte der neue Agenturname Sagmeister & Walsh. 
Für 2018 wurden sie eingeladen, den österreichischen Beitrag für die Architekturbiennale Venedig zu gestalten.
2018 zeigte sie zusammen mit Stefan Sagmeister im Wiener Museum für angewandte Kunst eine Ausstellung zum Thema Schönheit.

### &Walsh
Im Juli 2019 gab Walsh bekannt, dass sie Sagmeister & Walsh verlassen und ihr eigenes Studio, &Walsh, gründen wird.

### Ladies Wine and Design
Walsh gründete 2016 Ladies, Wine & Design, eine gemeinnützige Organisation, die Frauen dazu ermutigen soll, zusammenzuarbeiten, statt zu konkurrieren. Im September 2019 hat die Organisation 273 Ortsverbände auf der ganzen Welt.